# 長篠の戦い
長篠の戦い（ながしののたたかい、長篠の合戦・長篠合戦とも）は、天正3年5月21日（当時のユリウス暦で1575年6月29日。現在のグレゴリオ暦に換算すると1575年7月9日）、三河国長篠城（現・愛知県新城市長篠）をめぐり、3万8千人の織田信長・徳川家康連合軍と、1万5千人の武田勝頼の軍勢が戦った合戦である。
決戦地が設楽原（設楽ヶ原、したらがはら）および有海原（あるみ原）（『藩翰譜』・『信長公記』）だったため、長篠・設楽ヶ原の戦い（ながしの・したらがはらのたたかい）と記す場合がある。

## 開戦に至る経緯
甲斐国・信濃国を領する武田氏は、永禄年間に駿河の今川氏の領国を併合し（駿河侵攻）、元亀年間には遠江国・三河国方面へ侵攻していた。その間、美濃国を掌握した尾張国の織田信長は足利義昭を擁して上洛しており、当初は武田氏との友好的関係を築いていた。しかし、将軍義昭との関係が険悪になると、元亀3年に反信長勢力を糾合した義昭が挙兵する。そこで義昭に応じた武田信玄が、信長の同盟国である徳川家康の領国三河へ侵攻（西上作戦）したため、織田氏と武田氏は手切れとなった。
しかし、信玄の急死によって西上作戦は頓挫し、武田勢は本国へ撤兵を余儀なくされた。一方の信長は、朝倉氏・浅井氏ら反信長勢力を滅ぼして、将軍義昭を京都から追放。自身が「天下人」としての地位を引き継いで台頭した。
武田氏の撤兵に伴い三河の徳川家康は武田領国に対して反攻を開始し、三河・遠江の失地回復に努めた。天正元年（1573年）8月には、徳川方から武田方に転じていた奥三河の国衆である奥平貞昌（後の奥平信昌）が、武田信玄の急死は秘匿されてはいたものの、その生存を疑う父・貞能の決断により一族を連れて徳川方へ再属すると、家康からは武田家より奪還したばかりの長篠城に配された（つまり対武田の前線に置かれた）。

## 経緯
天正3（1575）年3月3日、信長は京都に入り、石山本願寺・三好氏がいる河内・大坂攻めを敢行。同年、4月15日、勝頼の命令を受けた武田軍の先遣隊は三河国の足助城を包囲し、19日にこれを開城させた。これにより、浅賀井（浅谷）・阿須利（阿摺）・八桑・大沼・田代の諸城も武田軍に開城した。武田軍侵攻の報が届いた信長の嫡男である織田信忠は、尾州衆を率いて出陣。勝頼率いる本隊は、4月12日に営まれた父信玄の三回忌法要の後に出陣し、甲府から高遠・二俣を経て遠江国の平山から東三河に侵攻。先遣隊と合流して野田城を攻略。4月29日に二連木城を奪取し、吉田城を出撃した家康を小競り合いながら武田軍優勢のまま退却させた。そして、長篠城へ転進した。

## 長篠城攻城戦

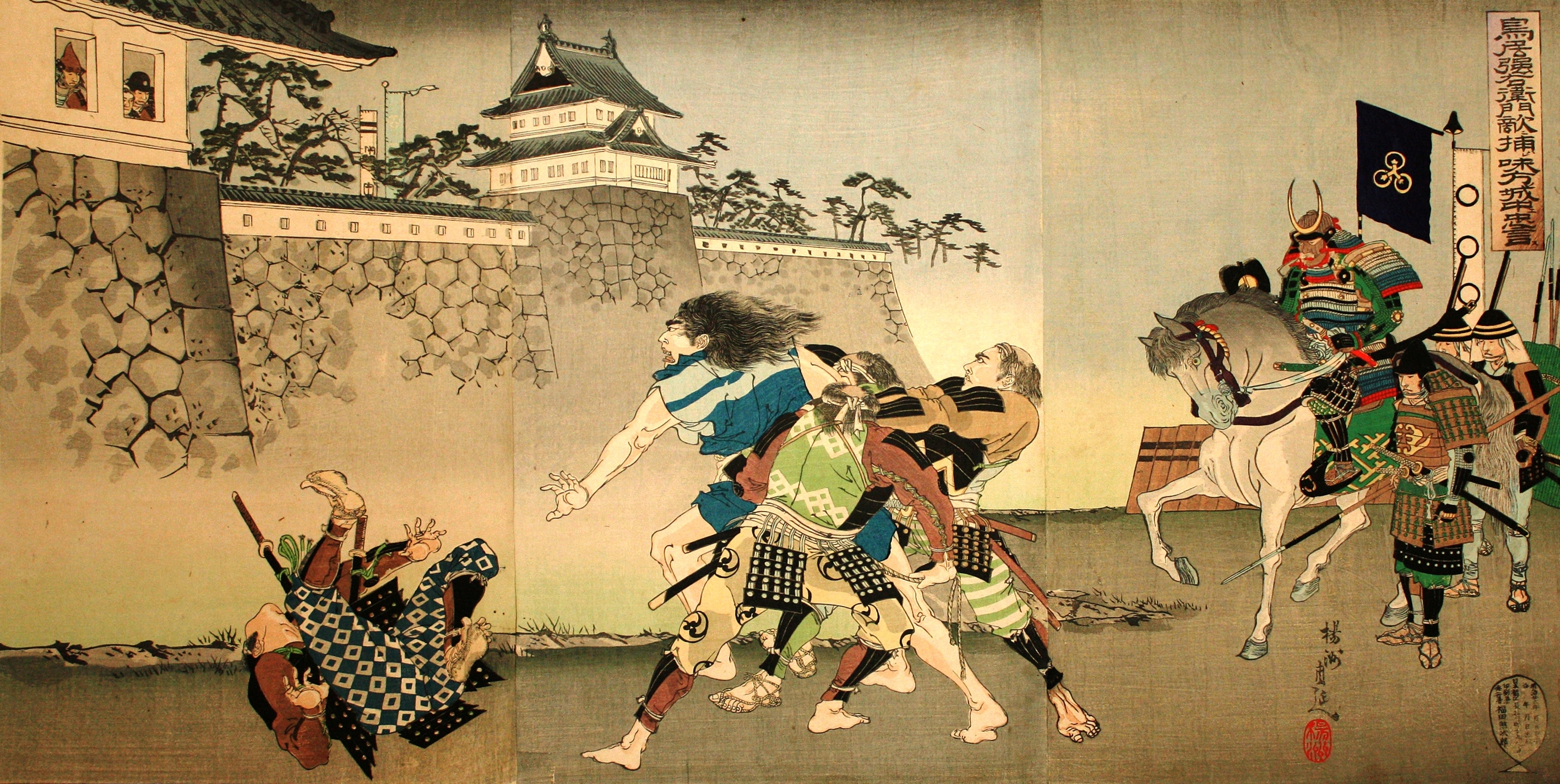
鳥居強右衛門が味方に援軍が来ることを伝える場面の錦絵（楊洲周延作）

1万5000の武田の大軍に対して、長篠城の守備隊は500人の寡兵であったが、200丁の鉄砲や大鉄砲を有しており、また周囲を谷川に囲まれた地形のおかげで武田軍の猛攻に何とか持ちこたえていた。しかし兵糧蔵の焼失により食糧を失い、数日以内に落城必至の状況に追い詰められた。5月14日の夜、城側は貞昌の家臣である鳥居強右衛門（とりい・すねえもん）を密使として放ち、約65km離れた岡崎城の家康へ緊急事態を訴えて、援軍を要請させることにした。
夜の闇に紛れ、寒狭川に潜って武田軍の厳重な警戒線を突破した鳥居が、15日の午後にたどり着いた岡崎城では、既に信長の率いる援軍3万人が、家康の手勢8,000人とともに長篠へ出撃する態勢であった。信長と家康に戦況を報告し、翌日にも家康と信長の大軍が長篠城救援に出陣することを知らされた鳥居は、この朗報を一刻も早く長篠城に伝えようと引き返したが、16日の早朝、城の目前まで来たところで武田軍に見つかり、捕らえられてしまった。
最初から死を覚悟していた鳥居は、武田軍の厳しい尋問に臆せず、自分が長篠城の使いであることを述べ、織田・徳川の援軍が長篠城に向かう予定であることを堂々と語った。鳥居の豪胆に感心した武田勝頼は、鳥居に向かって「今からお前を城の前まで連れて行くから、お前は城に向かって『援軍は来ない。あきらめて早く城を明け渡せ』と叫べ。そうすれば、お前の命を助け、所領も望みのままに与えてやろう」と取引を持ちかけた。鳥居は表向きこれを承諾したが、実際に城の前へ引き出された鳥居は、「あと二、三日で、数万の援軍が到着する。それまで持ちこたえよ」と、勝頼の命令とは全く逆のことを大声で叫んだ。これを聞いた勝頼は激怒し、その場で鳥居を磔にして、槍で突き殺した。しかし、この鳥居の決死の報告のおかげで、援軍が近いことを知った貞昌と長篠城の城兵たちは、鳥居の死を無駄にしてはならないと大いに士気を奮い立たせ、援軍が到着するまでの二日間、見事に城を守り通すことができたという。

### 信長軍団の到着

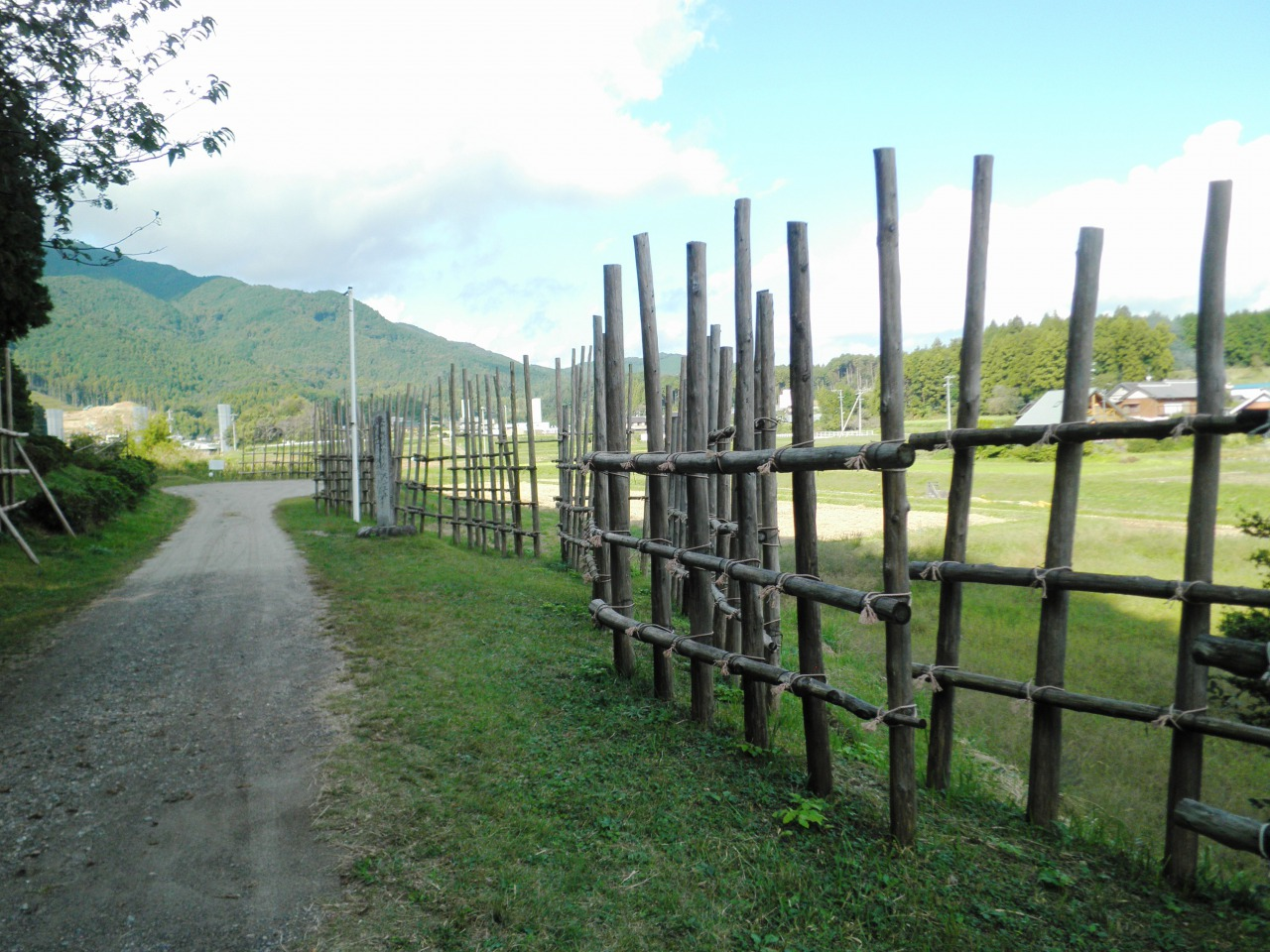
現地に再現された馬防柵

信長軍30,000と家康軍8,000は、5月18日に長篠城手前の設楽原に着陣。設楽原は原といっても、小川や沢に沿って丘陵地が南北にいくつも連なる場所であった。ここからでは相手陣の深遠まで見渡せなかったが、信長はこの点を利用し、30,000の軍勢を敵から見えないよう、途切れ途切れに布陣させ、小川・連吾川を堀に見立てて防御陣の構築に努める。これは、川を挟む台地の両方の斜面を削って人工的な急斜面とし、さらに三重の土塁に馬防柵を設けるという当時の日本としては異例の野戦築城だった。海外の過去の銃を用いた野戦築城の例と、宣教師の往来を理由として信長がイタリア戦役を知っていた可能性に言及されることがある。つまり信長側は、無防備に近い鉄砲隊を主力として柵・土塁で守り、武田の騎馬隊を迎え撃つ戦術を採った。
一方、信長到着の報を受けた武田陣営では直ちに軍議が開かれた。信玄時代からの重鎮たち、特に後代に武田四名臣といわれる山県昌景・馬場信春・内藤昌秀らは信長自らの出陣を知って撤退を進言したといわれているが、勝頼は決戦を行うことを決定する。そして長篠城の牽制に3,000ほどを置き、残り12,000を設楽原に向けた。これに対し、信玄以来の古くからの重臣たちは敗戦を予感し、死を覚悟して一同集まり酒（水盃）を飲んで決別したという。「信長公記」にある武田軍の動きは、「長篠城へ武将7人を向かわせ、勝頼は1万5千ほどの軍勢を率いて滝沢川を渡り、織田軍と二十町（約2,018m）ほどの距離に、兵を13箇所ほどに分けて西向きに布陣した」というものである。
武田のこの動きを見た信長は、「今回、武田軍が近くに布陣しているのは天の与えた機会である。ことごとく討ち果たすべきだ」と思い、味方からは1人の損害も出さないようにしようと作戦を考えた（『信長公記8巻』）。
相手の油断を誘ったという面もあるが、鉄砲を主力とする守戦を念頭に置いていたため、武田を誘い込む狙いであった。

### 鳶ヶ巣山攻防戦

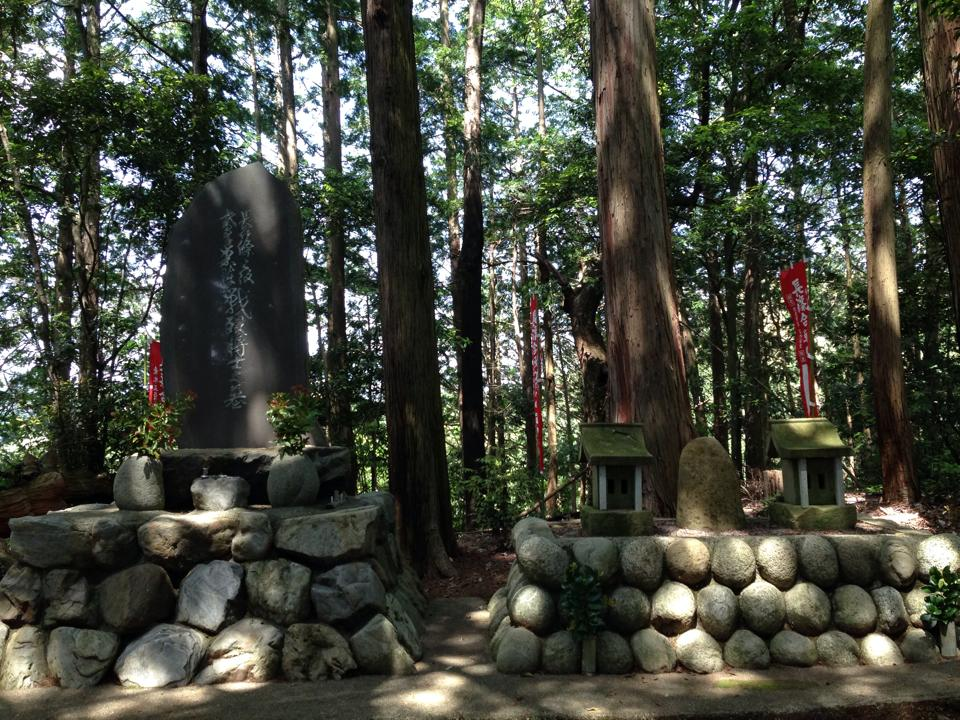
鳶ヶ巣山砦址にある長篠之役鳶ヶ巣陣戦歿将士之墓

5月20日深夜、信長は家康の重臣であった酒井忠次を呼び、徳川軍の中から弓・鉄砲に優れた兵2,000ほどを選び出して酒井忠次に率いさせ、これに自身の鉄砲隊500と金森長近ら検使を加えて約4,000名の別働隊を組織し、奇襲を命じた（『信長公記』）。別働隊は密かに正面の武田軍を迂回して豊川を渡河し、南側から尾根伝いに進み、翌日の夜明けには長篠城包囲の要であった鳶ヶ巣山砦を後方より強襲した。鳶ヶ巣山砦は、長篠城を包囲・監視するために築かれた砦であり、本砦に4つの支砦、中山砦・久間山砦・姥ヶ懐砦・君が臥床砦という構成であったが、奇襲の成功により全て落とされる。これによって、織田・徳川連合軍は長篠城の救援という第一目的を果たした。さらに籠城していた奥平軍を加えた酒井奇襲隊は追撃の手を緩めず、有海村駐留中の武田支軍まで掃討したことによって、設楽原に進んだ武田本隊の退路を脅かすことに成功した。
この鳶ヶ巣山攻防戦によって武田方の動きは、主将の河窪信実（勝頼の叔父）をはじめ、三枝昌貞、五味高重、和田業繁、名和無理助、飯尾助友など名のある武将が討死。武田の敗残兵は本隊への合流を図ってか豊川を渡って退却するものの、酒井奇襲隊の猛追を受けたために、長篠城の西岸・有海村においても春日虎綱の子息・香坂源五郎（諱は「昌澄」ともされるが不明）が討ち取られている。このように酒井隊の一方的な展開となったが、先行し深入りしすぎた徳川方の深溝松平伊忠だけは、退却する小山田昌成に反撃されて討死している。
そもそもこの作戦は、20日夜の合同軍議中に酒井忠次が発案したものであったが、信長からは「そのような小細工は用いるにあらず」と罵倒され、問答無用で却下された。しかし、信長が軍議の場で忠次の発案を却下したのは、作戦の情報が武田軍に漏れる可能性を恐れてのことであった。軍議の終了後、信長は忠次を密かに呼びつけて、「そなたの発案は理にかなった最善の作戦だ」と忠次の発案を褒め称え、直ちに作戦を実行するよう忠次に命じたとする逸話が『常山紀談』に載せられている。

### 設楽原決戦

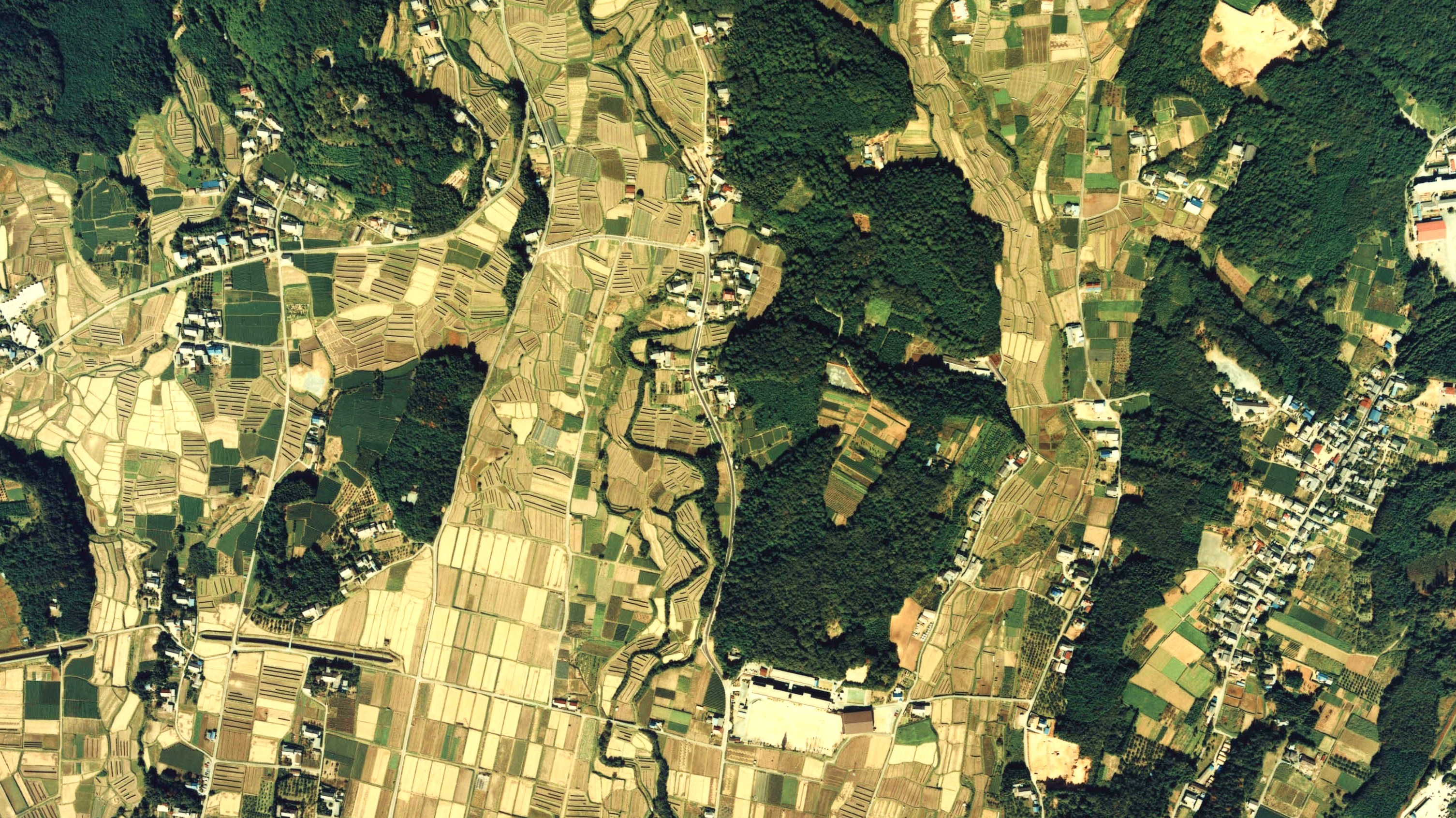
設楽原の空中写真（1983年撮影）

5月21日早朝、鳶ヶ巣山攻防戦の大勢が決したと思われる頃の設楽原では、武田軍が織田・徳川軍を攻撃。戦いは昼過ぎまで続いた（約8時間）が、織田・徳川軍から追撃された武田軍は10,000名以上の犠牲（鳶ヶ巣山攻防戦も含む）を出した。織田・徳川軍の勝利で合戦は終結した。
織田・徳川軍には主だった武将に戦死者が見られないのに対し、『信長公記』に記載される武田軍の戦死者は、譜代家老の内藤、山県、馬場を始めとして、原昌胤、原盛胤、真田信綱、真田昌輝、土屋昌続、土屋直規、安中景繁、望月信永、米倉丹後守など重臣に及び、被害は甚大であった。
勝頼はわずか数百人の旗本に守られながら、一時は菅沼定忠に助けられ武節城に篭ったが、信濃の高遠城に後退した。
上杉の抑え部隊10,000を率いていた海津城代春日虎綱（高坂昌信）は、上杉謙信と和睦した後に、勝頼を出迎えて、これと合流して帰国したという。

## 長篠合戦の政治的な影響
長篠における勝利、そして越前一向一揆平定による石山本願寺との和睦で反信長勢力を屈服させることに成功した信長は、「天下人」として台頭した。また、徳川家康は三河の実権を完全に握り、遠江の重要拠点である諏訪原城・二俣城を攻略していき、高天神城への締め付けを強化した。
武田氏は長篠において、重臣層を含む多くの将兵を失う大敗を喫し、領国の動揺を招いた。武田氏は長篠の敗退を契機に外交方針の再建をはかり、相模後北条氏の甲相同盟に加え、越後上杉氏との関係強化や佐竹氏との同盟（甲佐同盟）、さらに里見氏ら関東諸族らと外交関係を結んだ。その一方で、長篠の戦いの結果、武田氏が対織田・徳川戦に集中せざるを得なくなった結果、関東に対する影響力を低下させたとする見解もある。
天正6年（1578年）には越後において上杉謙信の死後、ともにその養子であった上杉景勝と上杉景虎との間で家督を巡る御館の乱が起こり、勝頼は北条氏の要請で出兵するが、武田方と接触していた景勝と同盟を結び（甲越同盟）、両者の調停を図る。勝頼の撤兵後に景勝が乱を制したことで、北条氏との関係は手切となった。
勝頼は関東諸族との同盟により北条氏を牽制し、武田家に人質としていた織田信房を織田家に返還して信長との和睦を試みるが（甲江和与）、天正10年（1582年）3月には織田・徳川連合軍による武田領国への本格的侵攻が行われ、武田氏は滅亡した。
長篠城主・奥平貞昌はこの戦功によって信長の偏諱を賜り「信昌」と改名し、（もともとそういう約定があったが）家康の長女・亀姫を貰い受け正室とした上、家康所有の名刀「大般若長光」を賜るという名誉を受けた。さらにその重臣含めて知行などを子々孫々に至るまで保証するというお墨付きを与えられ、貞昌を祖とする奥平松平家は明治まで続くこととなる。また、武田に処刑された鳥居強右衛門は後世に忠臣として名を残し、その子孫は奥平松平家家中で厚遇された。

## 参戦武将

### 織田・徳川連合軍
設楽原決戦の本隊
織田軍武将
織田信長、織田信忠、北畠信意（織田信雄）、織田忠寛、柴田勝家、丹羽長秀、羽柴秀吉、滝川一益、明智光秀（非参戦説有り）、佐久間信盛、水野信元、高木清秀、菅屋長頼、河尻秀隆、稲葉一鉄、日根野弘就、池田恒興、森長可、蒲生氏郷、佐々成政、前田利家、塙直政、福富秀勝、野々村正成、丹羽氏次、徳山則秀、西尾吉次、湯浅直宗
徳川軍武将
徳川家康、松平信康、松平信一、松平定勝、松平重勝、松平忠正、天野康景、石川数正、高力清長、本多重次、本多忠勝、本多正重、本多信俊、榊原康政、鳥居元忠、大久保忠世・忠佐兄弟、大須賀康高、平岩親吉、内藤信成、内藤家長、渡辺守綱、田中義忠、高力正長、柴田康忠、朝比奈泰勝、成瀬正一、日下部定好
鳶ヶ巣山攻撃隊
織田軍武将
金森長近、佐藤秀方
徳川軍武将
酒井忠次、酒井家次、松平康忠、松平伊忠・家忠親子、松平清宗、松平真乗、松平忠次、松平家忠（東条松平家）、松平家忠（形原松平家）、本多広孝・康重親子、本多忠次、牧野康成、奥平貞能、菅沼定盈、西郷家員、近藤秀用、小笠原安次、戸田一西、大沢基胤、設楽貞通（樋田にて待機）
長篠城籠城軍
奥平貞昌、松平景忠

### 武田軍
設楽原決戦の本隊
武田勝頼、武田信廉、武田信豊・望月信永兄弟、一条信龍、武田信光、穴山信君、小山田信茂、山県昌景、山県昌次、内藤昌秀、馬場信春、土屋昌続・昌恒兄弟、土屋貞綱、真田信綱・昌輝・昌幸（武藤喜兵衛）兄弟、鎌原重澄、原昌胤、跡部勝資、長坂光堅、小幡憲重（この戦いで討死したという説もあり）・信貞親子、甘利信康、横田康景・原盛胤兄弟、安中景繁、米倉重継、小笠原信嶺、小幡昌盛、初鹿野昌久、岡部正綱、朝比奈信置、大井貞清、室賀信俊、恵光寺快川、岩手胤秀、屋代正長、根津月直、堀無手右衛門、柳沢信俊、多田昌治と子の新蔵昌勝（多田三八郎の子孫）、油川信次
長篠城監視部隊
鳶ヶ巣山、その他の砦守備隊（長篠城の南対岸）
鳶ヶ巣砦
河窪信実
姥ヶ懐砦
三枝昌貞・守義・守光兄弟
君ヶ伏床砦
和田業繁
中山砦
五味高重、飯尾助友、名和無理之助
久間山砦
和気善兵衛、倉賀野秀景、原胤成

有海村駐留部隊（長篠城の西対岸）
高坂昌澄、小山田昌成、雨宮家次、山本勘蔵信供

## 研究

### 武田軍の三河侵攻理由

#### 本願寺の救援説
勝頼は、三河に侵攻した理由として『（今回の出勢は）信長が上洛のうえ大坂（本願寺）を攻めたので、その後援をするのが第一の目的だ』と述べている。鴨川達夫、柴裕之、平山優も勝頼出陣の理由としてこの説に同意している。金子拓は、「長篠の戦いを石山合戦の副次的な戦いであったとみなすこともできる」
と述べている。

#### 大賀弥四郎の手引き説
また、大岡弥四郎（大賀とも）の内通事件が、長篠の戦いの遠因であるとする説が出され、大岡の調略に成功した武田軍が岡崎城を目指したものの、内通が発覚して大岡が殺害されたために長篠方面に向きを変えた可能性がある。金子拓は、大賀がいつ頃勝頼と通じ、どの時期に蜂起を試みたのかが分からない部分が多いとして、この説の積極的意義を見出すことは難しいとしている。

### 両軍の開戦理由
『甲陽軍鑑』では跡部勝資、長坂光堅ら武田勝頼の側近が主戦論を主張し、宿老家臣の「撤退すべき」という意見を無視し決戦に臨んだというが、『甲陽軍鑑』は勝頼期に跡部勝資ら新興の出頭人と古参宿老との対立が武田家の滅亡を招いたとする構図を記しており、文書上において跡部勝資は信玄後期・勝頼期の側近として重用されていることは確認され、武田家中における新興側近層と古参宿老層の関係が長篠合戦について記される逸話の背景になっている可能性が考えられている。
『武家事紀』には、かねてから佐久間信盛が偽って勝頼に内通し、裏切りを約束していたために、勝頼が進軍して大敗したとある。『常山紀談』では、信長の謀略で、信盛が長坂光堅に内通して裏切りを約束して、光堅から一戦を勧められた勝頼が、馬場信春らの意見を用いず進軍を決断したという話が載せられている。
今回と状況が似ている前年の第一次高天神城の戦いでの圧勝で自信過剰となって勝てると判断したという説や、鳶ヶ巣山に酒井忠次の別働隊3,000の迂回を武田軍は察知しており、第四次川中島の戦いの逆の展開を狙ったという説などがある。
当時の情勢を見た場合、信玄後期時代の時点で織田家は尾張・美濃・南近江・北伊勢・山城他畿内にまで勢力を伸ばし、単独で対抗しえる勢力は皆無であった。そこで信玄は畿内近国において浅井長政・朝倉義景及び石山本願寺（一向衆）等の各勢力により織田家の兵力を拘束し、東方へ向ける兵力を限定させた上で三河・尾張若しくは美濃で織田と決戦するという戦略を立てていた（第二次信長包囲網）。後を継いだ勝頼もその基本戦略を踏襲していたが、有力な勢力だった浅井・朝倉や長島一向衆が勝頼の代には既に滅ぼされており、武田家と本願寺を残すばかりとなっていた。また、織田家の勢力の伸張は急速であり、日に日に国力の差が開いていく現状を鑑みれば、どのみち早い段階で織田家と主力決戦を行い決定打を与える必要があった。さらに大岡弥四郎の内通による岡崎城の占拠が今回の出兵の目的であったとする説に従うならば、弥四郎が殺されて占拠計画が失敗したからと言って、そのまま甲斐に撤退するわけにはいかなかったという事情も考えられる。
逆に信長の立場から見た場合、武田と直接戦わずとも時間が経つほど戦略的に優位に立つことになり、この時点で戦う必要は必ずしもなかった。信長自身が出陣したことで徳川に対する義理（後詰）も果たしている。そもそも長篠の戦いの主目的は、長篠から武田を撤退させることである。そのため、合戦をしても負けさえしなければ良く、武田方が攻めてくる前提で陣城を築き、鉄砲を大量に配置したことは目的にかなっていた。
徳川家としては、今後の遠江攻略を視野に入れると、今回是非とも合戦を発生させて、強力な織田の援軍のいる時に武田を叩いておきたいという考えがあった（特に鳶ヶ巣山砦攻撃の発案は徳川方である）。事実、この戦いによって徳川家の目論見は成功し、長年、武田家と小競り合いを続けてきた三河を完全に掌握し、以後、歴史的惨敗で弱体化した武田家を相手に攻勢に打って出ることに成功している。
一方高澤等は、織田・徳川方はすでに2月の段階で佐久間信盛を派遣して合戦地周辺の情報を収集させ情報を共有していたことから、長篠の戦いは姉川の戦いのように、あらかじめ武田方に対して合戦日時と合戦地を申し合わせしていた可能性があるという考えを示しており、当合戦は最初から信長によって計画されて発生したものとしている。

### 両軍の兵力数と損害数
通説では織田・徳川連合軍38,000（うち鳶ヶ巣山強襲部隊4,000）、武田軍15,000（うち鳶ヶ巣山に残した部隊3,000）となっているが諸説ある。
高柳光寿は『長篠之戦』で、織田12,000-13,000、徳川4,000-5,000とし、武田8,000-10,000でその内、設楽原へ布陣した兵数が6,000-7,000という数字を唱えている。連合軍の兵力はおよそ武田軍の2.5-3倍程度であり、これは通説とほぼ等しい。この数字が支持される理由に、設楽原の地形の峡さが挙げられることが多い。
武田氏の動員兵力は、『甲陽軍鑑』にある騎数9,121から想定し最小で36,000最大で52,000の動員が可能であったと考えられている。このうち一部の兵力は、織田以外の勢力への備えとして領国内に残留させていたと考えられている。元亀3年（1572年）の西上作戦では30,000の兵力を動員したといわれるように、通説通りとみてもこの戦いにおいては最大動員兵力ではない。この理由として、対上杉に戦力を割かれたため（この時は対上杉に10,000の抑え部隊が配置されていたと言われる）、国人の経済状況の悪化による軍役拒否、長篠城攻城及び徳川単独との決戦のため（15,000と見ても可能性がある）等の理由がよくいわれる。特に最後に関しては、織田との合戦を考慮していなかったという意味になるが、信長が出陣した時点で既に退却か長篠城強襲かを決定する必要があるため（信長の岐阜出陣は5月13日、三河牛久保から設楽原へ向かったのが5月17日）その可能性は低いことになる。
被害については信長公記の10,000人以上が通説になっているが、同時代に成立した『多聞院日記』には、伝聞記事ではあるものの、この戦いについて「甲斐国衆千余人討死」と書かれている。そのため、武田軍の犠牲者は1,000人程度だったのではないかという説がある（ただし「国衆」を国人級の武士だと解すると、全戦死者はより増える可能性はある）。また、『兼見卿記』には「数千騎討死」とある。

### 織田軍の鉄砲数と三段撃ちについて
長篠の戦いの特筆すべき点として織田家は当時としては異例の鉄砲3,000丁を用意して兵に配布し、新戦法三段撃ちを行ったとされるのが有名である。
通説では、当時最新兵器であった鉄砲を3,000丁も用意、さらに新戦法の三段撃ちを実行した織田軍を前に、当時最強と呼ばれた武田の騎馬隊は為す術もなく殲滅させられたとされるが、そもそも兵力に2倍以上の差があったうえ、後述にもあるように経過・勝因についてはさまざまな論点において異論が存在する。
通説である鉄砲3,000丁というのは甫庵本『信長記』や池田本『信長公記』が出典である。甫庵本は資料としての信用度はさほど高くはないとされ、資料的な信用度が高いとされる池田本の方では1,000丁と書かれた後に「三」の字が脇に書き足されたようになっている点に信憑性の問題がある。これは甫庵本の3,000丁が一人歩きした後世の加筆なのか、筆を誤ったのに気付いてその場で加筆修正したのかは明らかではない。しかしその「三」の字は返り点とほぼ同じ大きさで書かれており、筆を誤ったのでその場で加筆したというのは少々考えにくい。
太田牛一の『信長公記』では、決戦に使用された鉄砲数に関しては「千挺計」（約1,000丁）、鳶ヶ巣山攻撃の別働隊が「五百挺」と書いてあり（計約1,500丁）、3,000丁とは書かれていない。しかし、この「千挺計」は、佐々成政、前田利家、野々村正成、福富秀勝、塙直政の5人の奉行に配備したと書かれているのであって、この5人の武将以外の部隊の鉄砲の数には言及されていない。また、信長はこの合戦の直前、参陣しない細川藤孝や筒井順慶などへ鉄砲隊を供出するよう命じており、細川は100人、筒井は50人を供出している。恐らく他の武将からも鉄砲隊供出は行われたものと思われ、さらに鉄砲の傭兵団として有名な根来衆も参戦している。つまり、太田は全体の正確な鉄砲数を把握していなかったといえ、1,500丁は考えうる最低の数といえる。
当時の織田家が鉄砲をどのくらい集めることができたかを考えた場合、これより6年後の天正9年（1581年）に定められた明智光秀家中の軍法によれば、一千石取りで軍役60人、そのうち鉄砲5挺を用意すべき旨定めている。長篠合戦に参戦した織田軍の兵力を通説に従って30,000、また先述のように参戦しない武将にも鉄砲隊を供出させた史実を考えれば、数千挺ほどは充分用意できた可能性がある。
以上の内容を考慮して織田家が使用した鉄砲数が通説よりも少ない1,000丁だったとみても、当時としては充分に特筆すべき数ではある。また、武田軍全軍が通説通り1万数千人と仮定した場合、勝頼本隊を別にして、戦死した馬場隊・内藤隊・山県隊・真田兄弟隊・土屋隊や、撤退した穴山隊、武田信廉隊、武田信豊隊と分けていくと、部隊ごとに差はあるにしても一部隊の人数は2,000人に達しない。この部隊単位で考えれば、織田軍の鉄砲が1,000丁であったとしても、相対的に相当な数である（また、これとは別に徳川家の鉄砲も考慮に入れる必要がある）。
「鉄砲三段撃ち」は有名な戦法であるが、実在は疑問視されている。『信長公記』では鉄砲奉行5人に指揮を取らせたとだけ書いてあり、具体的な戦法、つまり三段撃ちを行ったという記述はなく、最初の記述は江戸期に出版された通俗小説に見られる。これを明治期の教科書が史実として記載したことから、一気に「三段撃ち」説が広まったものとされる。名和弓雄は現代において火縄銃の発射を再現した経験から「三段撃ちは不可能」との見解を示している。
ただ、先述のように信長がこの合戦に大量の鉄砲を持ち込んだことは疑いようがない。『信長公記』には、「武田騎馬隊が押し寄せた時、鉄砲の一斉射撃で大半が打ち倒されて、あっという間に軍兵がいなくなった」という鉄砲の打撃力を示す描写がある。より具体的には、「長篠の戦いの緒戦で、武田軍は家老山県昌景を一番手として織田陣営を攻め立てたが、織田軍の足軽は身を隠したままひたすら鉄砲を撃ち、誰一人前に出ることはなかった。山県隊は鉄砲に撃たれて退却し、次に二番手、三番手と次々と新手を繰り出すが、それもまた過半数が鉄砲の犠牲になった（要約）」とされる。ただし、#両軍の兵力数と損害数に記述されるように、本当にそれだけの損害を与えられたのかは別に疑問が残る。とはいえ、死なずとも負傷兵となれば、これを退かせる必要があり、負傷した人間を後送させるにも最低1名、つまり計2人以上を前線から遠ざけることになる。具体的な運用法は不明だが、鉄砲隊をある程度集中した部隊として機能させていれば、1度の射撃で部隊単位の戦力を大きく消耗させることは不可能ではなく、結果的に三段撃ちがなくても、武田軍を消耗させることは難しくないといえる。

### 武田軍が大敗した理由

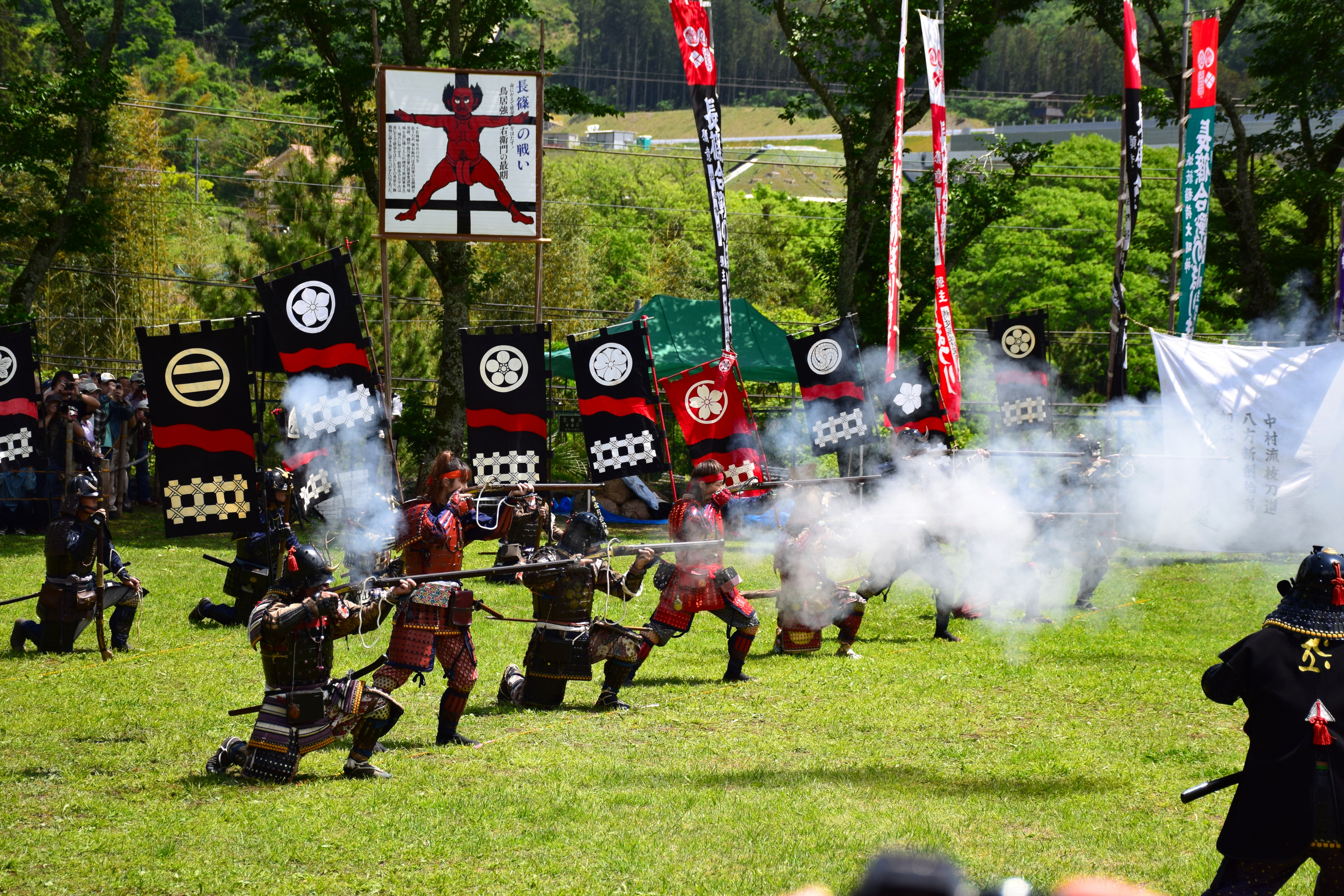
『長篠合戦のぼりまつり』での再現

武田軍が敗れた理由としては、通説では武田の騎馬隊は柵の前に攻撃力を発揮できず、また、鉄砲の時間差を見越して断続的に攻撃を仕掛けたが、織田軍の時間ロスを減らした三段撃ちによって被害を拡大させ、戦力が低下したところを柵より打って出た織田・徳川連合軍によって殲滅されたとされる。しかし、「#織田軍の鉄砲数と三段撃ちについて」に記述されるように三段撃ちは実在が疑わしく、また、武田軍は朝から昼過ぎまで数時間にわたって鉄砲の射程内に留まり、ひたすら掃射を受けていたこともおかしい（火縄銃の有効射程は50-100m）。そして『信長公記』の記述では柵から出入りしていたとあることから、いずれにしても通説は非常に疑わしい。
織田軍は過去に雑賀鉄砲隊との戦いで、雑賀軍が狙撃手を秘匿するために行ったおとりの空砲の速射で混乱に陥ったことがあり、当時の騎馬隊に対しては鉄砲の一斉射撃や速射に高い威嚇効果があった可能性が高い。逆に武田軍はそれまで雑賀や根来のような鉄砲隊を主力とした軍勢と戦った経験はなく、過去に敗戦を被った織田軍よりも轟音対策が遅れていた可能性を踏まえた説である。一方で鈴木眞哉はこの説を否定しており、武田家では以前から鉄砲を使用しており、例えば長篠の戦いでも長篠城が穴だらけにされるほどに大量に持参したと考えられ、その武田家が馬が銃声にどう反応するか知らなかったのは考えにくいと指摘している。
信長が行った野戦築城に対し、従来通りの野戦と騎馬隊突撃の戦術を用いたのが敗戦の一番の理由とする説もある。名和弓雄は脆弱に見える馬防柵の突破が容易と誤認させることで武田軍を誘引したうえで、空堀と銃眼付き土塁に守られた鉄砲隊が射撃を浴びせたことが勝因だったと指摘している。また、武田側は、事前偵察が鉄砲で撃退されたうえ、開戦後は轟音と硝煙で戦場の様子が把握できず、織田・徳川連合軍の防備や戦力を把握できないまま突入を繰り返して被害を拡大させたと推測している。ただし、馬防柵に守られて待ち構える鉄砲隊に歩兵や騎馬を突撃させたこと自体については、当時の感覚では正攻法であり、必ずしも無策・愚策ではなかった。例えば織田家でも過去に対本願寺戦や雑賀衆攻めで敵の鉄砲隊に対して鉄砲の装備率や兵数に劣りながらも、突撃を敢行して窮地を脱したことがあった（逆に敗れた例もある）。
後年の合戦でも沖田畷の戦いや戸次川の戦いでは大量に鉄砲を装備した龍造寺軍や豊臣軍に対して島津軍は弓の援護と太刀による突撃を繰り返し（鉄砲の数では島津軍が劣る）、弾の装填に時間のかかる鉄砲衆はもちろん長槍隊も無効化して勝利している。甲陽軍鑑においても「鉄砲隊に対する突撃」という作戦・戦法そのものを否定した記述はなく、圧倒的兵力差がある織田徳川連合軍との決戦に至ったことを非難している。
他に大敗の理由としては武田軍の陣形が崩れたことも挙げられる。数的劣勢に立たされていた武田軍が取った布陣は翼包囲を狙った陣形だったが、これは古今東西幾度となく劣勢な兵力で優勢な敵を破った例があり、有名なところではカンナエの戦い（陣形図など当該記事が詳しい）がある。これは両翼のどちらかが敵陣を迂回突破することで勝利を見出す戦術であるが、両翼の部隊が迂回突破する前に中央の部隊が崩れると両翼の部隊が残されて大損害を被る。まさに長篠の戦いは失敗の典型例といえ、左翼に山県・内藤、右翼に馬場・真田兄弟・土屋と戦上手、もしくは勇猛な部将を配置していたのにもかかわらず、中央部隊の親類衆（特に重鎮。叔父・武田信廉、従兄弟・穴山信君）の早期退却による中央部の戦線崩壊により、両翼の部隊での損害が増大した。現に、討死した将兵の多くは両翼にいた者達（譜代、先方衆）であり、中央にいた者達は親類衆以外でも生還している者が多く、戦死した近親者は従兄弟の望月信永（武田信繁三男、信豊の実弟）のみだった。また、当然信長としても鶴翼包囲を予見し、限られた数の鉄砲を両翼に集中的に配置していたと考えるのが自然であり、実際左翼では山県が、右翼では土屋が鉄砲により討死している。
間接的ではあるが、鳶ヶ巣山への攻撃により退路を脅かされたことや、荷馬を四散させられて、武田軍は意思決定の選択肢・時間が制限されて心理的に圧迫されたことも敗戦の重要な要因と考えられる。また、和暦の5月という梅雨の時期に、この日だけは何故か武田軍の本陣付近以外は晴れていたと伝えられ、このため、織田軍の鉄砲隊が活躍し、逆に武田軍は霧のために戦況を正しく把握することができず損害を拡大させたとされる（『長篠日記・設楽史』によれば信長は大事な合戦では必ず雨が降って行軍の足音を消したことから梅雨将軍とも呼ばれるほどだったので、晴れたのは珍しいことであったという）。

### 武田騎馬軍団の存在
長篠の戦いにおける「武田の騎馬隊」に代表される戦国期の騎馬軍の実態については、様々な異論がある。

#### 平安・鎌倉・戦国期の馬
武田氏の本国である甲斐国を含む中部高地では西日本に先行して古墳時代の4世紀後半代に馬（現在の木曽馬等の祖先）が伝来し、馬骨や馬歯、古墳の副葬品としての馬具の出土事例が見られる。古代には記紀に甲斐の黒駒と称される名馬の伝承が記され、聖徳太子が付加される。平安時代には御牧が経営され朝廷に貢馬を行っている。また、戦国期に武田領国となった信濃においても伊那谷で古墳時代からの馬の出土事例があり、平安時代には御牧が存在した。
甲斐国における馬遺体の出土は戦国期のものが少なく、平安・鎌倉時代のものが多数を占めている。南アルプス市百々（どうどう）の百々遺跡や南アルプス市の大師東丹保遺跡、甲府市朝気の朝気遺跡からは馬遺体が多数出土しているが、三者とも乗馬ではなく、百々遺跡は馬遺体は皮革利用、後二者は駄馬・農耕馬であると考えられている。
戦国期の馬遺体では甲府市武田の武田氏館跡から出土した馬の全身骨格が知られる。これは西曲輪南側の枡形虎口に伴い馬出空間から出土した個体で、年代は戦国期から近世初期、推定年齢12歳の雄であると推定されている。

#### 騎馬隊は存在したか
色々な説があるものの、この戦いで織田徳川連合軍が馬防柵を構築していたことや、直前の5月18日付けで徳川家康より家臣宛に「柵等よく念を入れて構築するように。（武田方は）馬一筋に突入してくるぞ」という趣旨の書状を発していること、信長公記に「関東衆（武田軍）は馬の扱いがうまく、この時も馬を使ってかかってきた」と書かれていること、実際に参戦した徳川家臣の日誌に「武田の騎馬武者が数十人で集団を組み攻めかかってきた」などの記述があることなどから、連合軍が武田の騎馬隊を注意深く警戒し、武田側が組織だって編成していたかはともかく騎馬武者の集団が幾度となく織田徳川軍の陣に攻めかかってきていたのは事実である。

## 絵画における長篠合戦

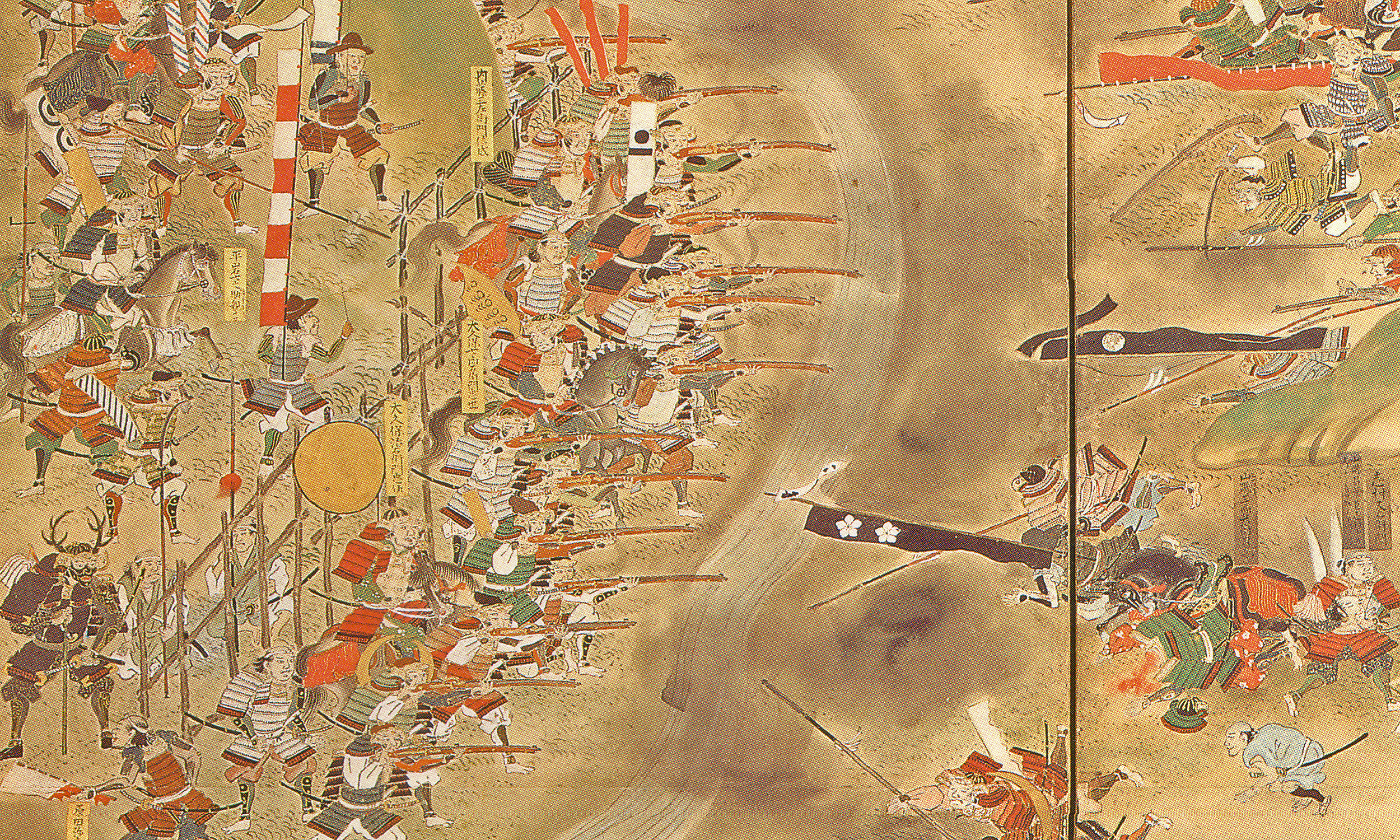
『長篠合戦図屏風』の一部（徳川美術館蔵）

近世期には屏風絵において軍記類の記述に基づき著名な戦国合戦の様子を描いた戦国合戦図屏風が製作され、長篠合戦図屏風は10の作例が知られる。
現存する作例のうち原本と考えられているものが尾張徳川家の附家老で犬山藩主の成瀬氏に伝来した「長篠合戦図屏風」（犬山城白帝文庫所蔵、公式サイトに解説あり）で、成瀬本は六曲一双の本間屏風で「長久手合戦図屏風」と対になる。長篠合戦図は右隻となる。紙本着色、寸法は縦165.2cm、横350.8cm。
画面構成は右端の一扇目には大野川・寒狭川に画された長篠城と城将である奥平貞昌の姿が描かれ、右下には鳶ノ巣山砦が描かれている。二扇目には武田勝頼の本陣が描かれ、上部には馬場信春の最期が描かれている。第三、四扇目には設楽原における決戦の様子が描かれ、馬防柵に守られた徳川勢の鉄砲隊と突撃する山県昌景の騎馬隊が描かれている。第五、六扇目には織田・徳川勢の本陣が描かれ、信長や家康のほか羽柴秀吉や滝川一益ら諸将の姿が描かれているが、特に徳川勢の布陣が大きく描かれ成瀬氏の始祖である成瀬正一のほか徳川家の譜代家臣の諸将が描かれている。
前田利家勢の射撃先を真田信綱・昌輝兄弟とする構図は、長篠の戦いから39年後の大坂冬の陣で利家の子・前田利光勢が真田兄弟の甥・真田信繁率いる真田丸から大きな被害を受けたことと対照的である。
描かれている諸将の配置や場面の構成から成瀬本には元和8年（1623年）には刊本が刊行されている小瀬甫庵『信長記』や同じく元和年間に成立している『甲陽軍鑑』の影響下に描かれている点が指摘されている。成瀬家の言い伝えでは江戸初期の作というが、樹木や人物表情の描写から17世紀の後半延宝頃と考えられる。
大阪城天守閣や徳川美術館（公式サイトに解説）も「長篠合戦図屏風」を所蔵しているが、これらは成瀬家本を写したもので、自然描写から大阪城天守閣本は成瀬家本からさほど下らない時期、徳川美術館本は江戸時代後期に描かれたと推測される。なお、名古屋市博物館本（文化庁オンラインに解説）は、合戦の情報量が少なく、絵画様式から見て成瀬本より古い17世紀前半元和から寛永前期頃の製作とみられる。作者は大和絵系の絵師。元は六曲一双で長篠合戦図を構成していたと考えられ、これを六曲一隻にまとめつつ内容を充実させ、更に左隻に小牧長久手合戦図を加えたのが成瀬本だと推測される。

## 関連行事
- 信昌の長篠籠城を偲んで、大分県中津市の奥平神社では毎年5月に例大祭「たにし祭」が開催されている[56]。
- 愛知県新城市では戦いで倒れた両軍将士の慰霊のため、毎年5月に「長篠合戦のぼりまつり」が開催され、法要・合戦行列・火縄銃等の演武などが行われている[57]。

## 関連作品
小説
- 伊東潤　『天地雷動』（2014年4月 角川書店）
- 鈴木輝一郎　『長篠の四人　信長の難題』（2015年9月 毎日新聞出版）

映画
- 『影武者』（1980年、黒澤明監督）[注釈 21]

楽曲
- さくらゆき『長篠』（長篠の戦いを織田・徳川、武田の両軍から描いた曲/作詞：小栗さくら、作曲：伊勢賢治）

ゲーム
- 織田信長（バンダイifシリーズ）
- 織田鉄砲隊（エポック社EWEシリーズ）
- 武田盛衰記（ツクダホビー）
- 長篠・設楽原合戦（ウォーゲーム日本史）
- 戦国無双 〜真田丸〜（コーエーテクモゲームス）